# One Man's Journey
One Man's Journey (Brasil: O Drama de um Homem ) é um filme estadunidense de 1933 do gênero drama, dirigido por John S. Robertson e estrelado por Lionel Barrymore e May Robson. Visto por Richard B. Jewell e Vernon Harbin como um exaltado testemunho da capacidade humana de autossacrificar-se e demonstrar nobreza, o filme foi um sucesso de público e crítica.
A Man to Remember, refilmagem feita em 1938, foi ainda mais popular.

## Sinopse
Desiludido com Nova Iorque, o doutor Eli Watt passa a viver em pequena comunidade rural. Seu desejo é tornar-se pesquisador, mas demandas que reclamam sua presença continuam a aparecer, inclusive uma epidemia. Ele também precisa intervir no romance entre seu filho materialista Jimmy e a bela Joan e cuidar de miudezas do dia a dia, pelas quais recebe hortaliças em pagamento.

## Elenco
| Ator/Atriz       | Personagem     |
| ---------------- | -------------- |
| Lionel Barrymore | Eli Watt       |
| May Robson       | Sarah          |
| Dorothy Jordan   | Letty McGinnis |
| Joel McCrea      | Jimmy Watt     |
| Frances Dee      | Joan Stockton  |
| David Landau     | McGinnis       |
| June Filmer      | May Radford    |
| James Bush       | Bill Radford   |
| Oscar Apfel      | John Radford   |
| Samuel S. Hinds  | Roger Babcock  |